# Överkalix distrikt
Överkalix distrikt är det enda distriktet i Överkalix kommun i Norrbottens län. Distriktet ligger omkring Överkalix i östra Norrbotten.

## Tidigare administrativ tillhörighet
Distriktet inrättades 2016 och utgörs av hela Överkalix kommun som också motsvarar Överkalix socken.
Området motsvarar den omfattning Överkalix församling hade 1999/2000.

## Tätorter och småorter
I Överkalix distrikt finns tre tätorter och sex småorter.

### Tätorter
- Svartbyn
- Tallvik
- Överkalix

### Småorter
- Boheden
- Gyljen
- Hedensbyn
- Nybyn
- Vännäsberget
- Västra Nybyn